# SummerSlam (1998)
SummerSlam 1998 est le onzième SummerSlam, pay-per-view de catch produit par la World Wrestling Entertainment. Il s'est déroulé le 30 août 1998 au Madison Square Garden de New York.

## Résultats
| #                                                          | Résultats | Stipulations                                               | Durée |
| ---------------------------------------------------------- | --- | ---------------------------------------------------------- | ----- |
| Sunday Night Heat match                                    | Too Much (Scott Taylor et Brian Christopher) battent LOD 2000 (Hawk et Animal) | Tag team match                                             | 02:14 |
| Sunday Night Heat match                                    | Gangrel bat Dustin Runnels | Match simple                                               | 02:32 |
| Sunday Night Heat match                                    | Disciples of Apocalypse (8-Ball et Skull) battent Justin Bradshaw et Vader | Tag team match                                             | 02:56 |
| 1                                                          | D'Lo Brown (c) bat Val Venis | Match simple pour le WWF European Championship             | 15:31 |
| 2                                                          | The Oddities (Kurrgan, Golga et Giant Silva) (avec Luna Vachon et le Insane Clown Posse) battent Kaientai (TAKA Michinoku, Dick Togo, Mens Teioh et Sho Funaki) (avec Yamaguchi-san) | Handicap match                                             | 10:08 |
| 3                                                          | X-Pac (avec Howard Finkel) bat Jeff Jarrett (avec Southern Justice (Mark Canterbury et Dennis Knight))                                                                               | Hair vs. Hair match                                        | 11:10 |
| 4                                                          | Edge et Sable battent Marc Mero et Jacqueline | Mixed tag team match                                       | 08:24 |
| 5                                                          | Ken Shamrock bat Owen Hart (avec Dan Severn) | Lion's Den match                                           | 09:16 |
| 6                                                          | The New Age Outlaws (Billy Gunn et Road Dogg) battent Mankind et Kane* (c) | Handicap match pour remporter le WWF Tag Team Championship | 07:30 |
| 7                                                          | Triple H bat The Rock (c) | Ladder match pour le WWF Intercontinental Championship     | 24:32 |
| 8                                                          | Steve Austin (c) bat The Undertaker | Match simple pour le WWF Championship                      | 20:50 |
| (c) désigne le champion défendant son titre dans le match. | |                                                            |       |

*Il ne s'est pas présenté pour le match mais est intervenu plus tard pour tabasser Mankind